# Biserica Sfinții Voievozi din Tupilați

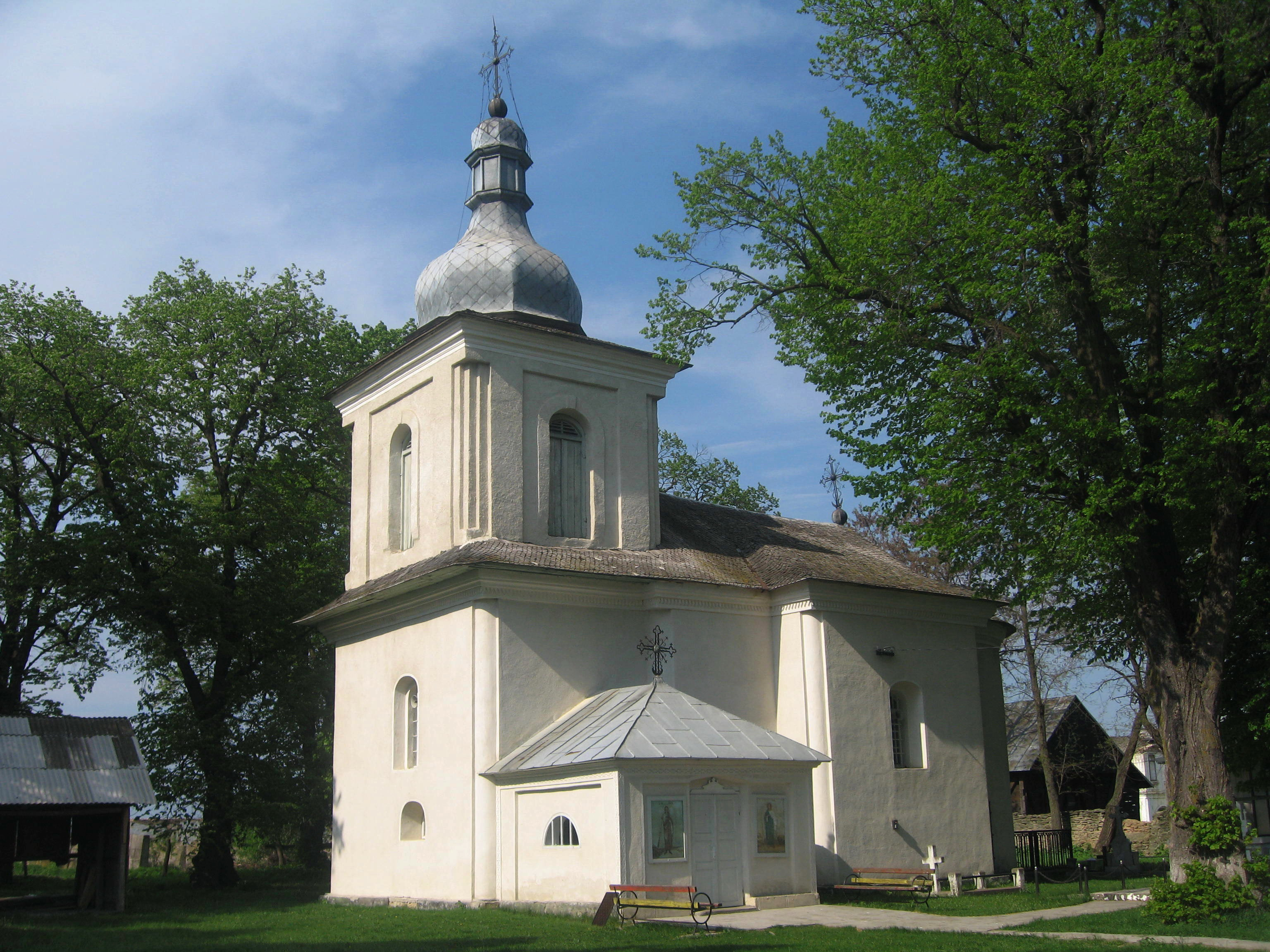
Biserica "Sf. Voievozi" din Tupilaţi

Biserica “Sfinții Voievozi” din Tupilați este o biserică ortodoxă care se află în satul Tupilați din județul Neamț și care a fost construită în anul 1811 de către boierul Ștefan Catargiu (1789-1866), mare logofăt și caimacam al Principatului Moldovei.
Biserica “Sf. Voievozi” se află pe "Lista monumentelor istorice din județul Neamț 2004", ca parte a Ansamblului curții boierești de la Tupilați. Ea se află la vest de conac și are codul  NT-II-m-B-10722. 

## Conacul Catargi
Pentru mai multe detalii, vedeți Conacul din Tupilați.

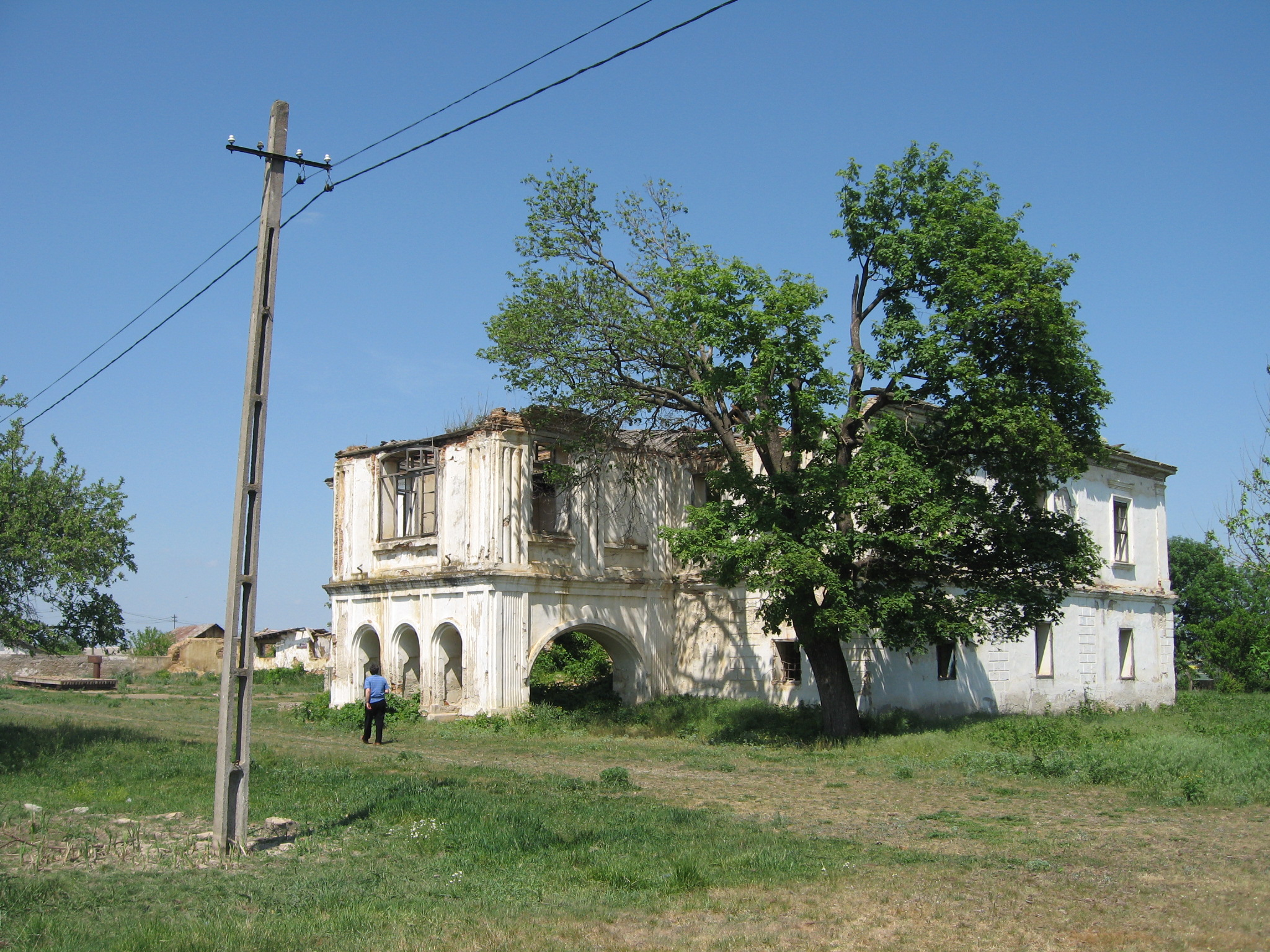
Ruinele conacului familiei Catargi din Tupilaţi

Conacul Catargi din Tupilați a fost construit în anul 1842, pe locul unuia mai vechi.  Suprafața de 10.400 metri pătrați a conacului care cuprindea pe lângă conacul propriu-zis și o serie de dependințe (locuințe pentru îngrijitori, grajduri, beciuri și hambare) era înconjurată, după modelul fortificațiilor marilor reședințe feudale, de un zid din piatră nefasonată cu turnuri circulare de apărare la colțuri, datând din epoca medievală. Tradiția locală atribuie atât turnurile de la colțurile zidului de piatră împrejmuitor, cât și stejarul secular de lângă conac perioadei de domnie a lui Ștefan cel Mare (1457-1504).  Conacul are un etaj, fațada sa fiind împărțită de un pavilion vertical cu geamlâc în două corpuri inegale. În conac se intra printr-o boltă de trăsură cu stâlpi și deschideri în arcadă. 
Conacul și dependințele făceau parte dintr-un ansamblu arhitectural unitar împreună cu Biserica "Sf. Voievozi" din același sat, care a fost ctitorită în 1811 de către boierul Ștefan Catargiu (1789-1866), mare logofăt și caimacam al Principatului Moldovei. De asemenea, și biserica este monument istoric, având codul NT-II-m-B-10722.
După instaurarea regimului comunist în România în anul 1948, conacul a fost expropriat de stat și transformat în sediu de cooperativă agricolă de producție. El a fost folosit mulți ani la rând fără a i se face lucrări de reparații sau măcar de întreținere. Nemaifiind îngrijit, el a început să se degradeze. Într-un raport din 1978, conacul este prezentat ca fiind degradat, iar grinzile și acoperișul pe punctul de a se dărâma. 
După răsturnarea regimului comunist, conacul a trecut în administrarea Primăriei Tupilați care nu s-a preocupat de reabilitarea sa, situația sa juridică fiind incertă. De-a lungul timpului, degradarea conacului s-a accentuat, o parte din acoperiș și peretele de est cu plafoanele s-au prăbușit, iar pe clădire și pe ziduri s-au instalat plăcuțe de avertizare: "Atenție! Pericol de prăbușire". Soluționarea cauzei s-a tărăgănat și abia în iunie 2008, Prefectura a eliberat hotărârea pentru punerea în posesie a conacului cu dependințele acestuia și 35 de hectare de teren din fosta moșie către moștenitorii familiei Strâmbeanu. 

## Biserica conacului
Biserica "Sf. Voievozi" din Tupilați a fost construită în anul 1811 de boierul Ștefan Catargiu în partea de vest a domeniului Catargiu, în apropierea curții boierești. Lăcașul de cult a fost folosit o lungă perioadă ca biserică de conac a familiei Catargiu. 
Din punct de vedere arhitectonic, biserica are formă de cruce, cu absidele laterale de formă dreptunghiulară, având colțurile ușor rotunjite și cu absida altarului semicirculară. Deasupra pronaosului se află un turn-clopotniță. Edificiul este înconjurat la partea superioară de un brâu zimțat. 
Catapeteasma lăcașului de cult este pictată în secolul al XIX-lea, în stil neobizantin. Picturile icoanelor de pe catapeteasmă prezintă asemănări cu pictura unui epitaf executat de Dimitrie Zugravul în 1842.  Biserica a fost reparată în anul 1923. 
Lângă biserică, sub fereastra altarului, se află mormântul lui Ștefan Catargiu, ctitorul bisericii, Mare logofăt al Moldovei, decedat la 2 septembrie 1866. Piatra sa funerară este din marmură; ea are un chenar cu frunze de iederă, iar la partea superioară se află blazonul familiei Catargi, reprezentată pe un scut. Pe piatra sa funerară este următoarea inscripție: "Aice odihnește Ștefan Constantin Catargi, logofet mare a Moldovei, născut la 19 (?) iunie 1789, sevîrșit din viață la 2 sebtembrie 1866".

## Imagini

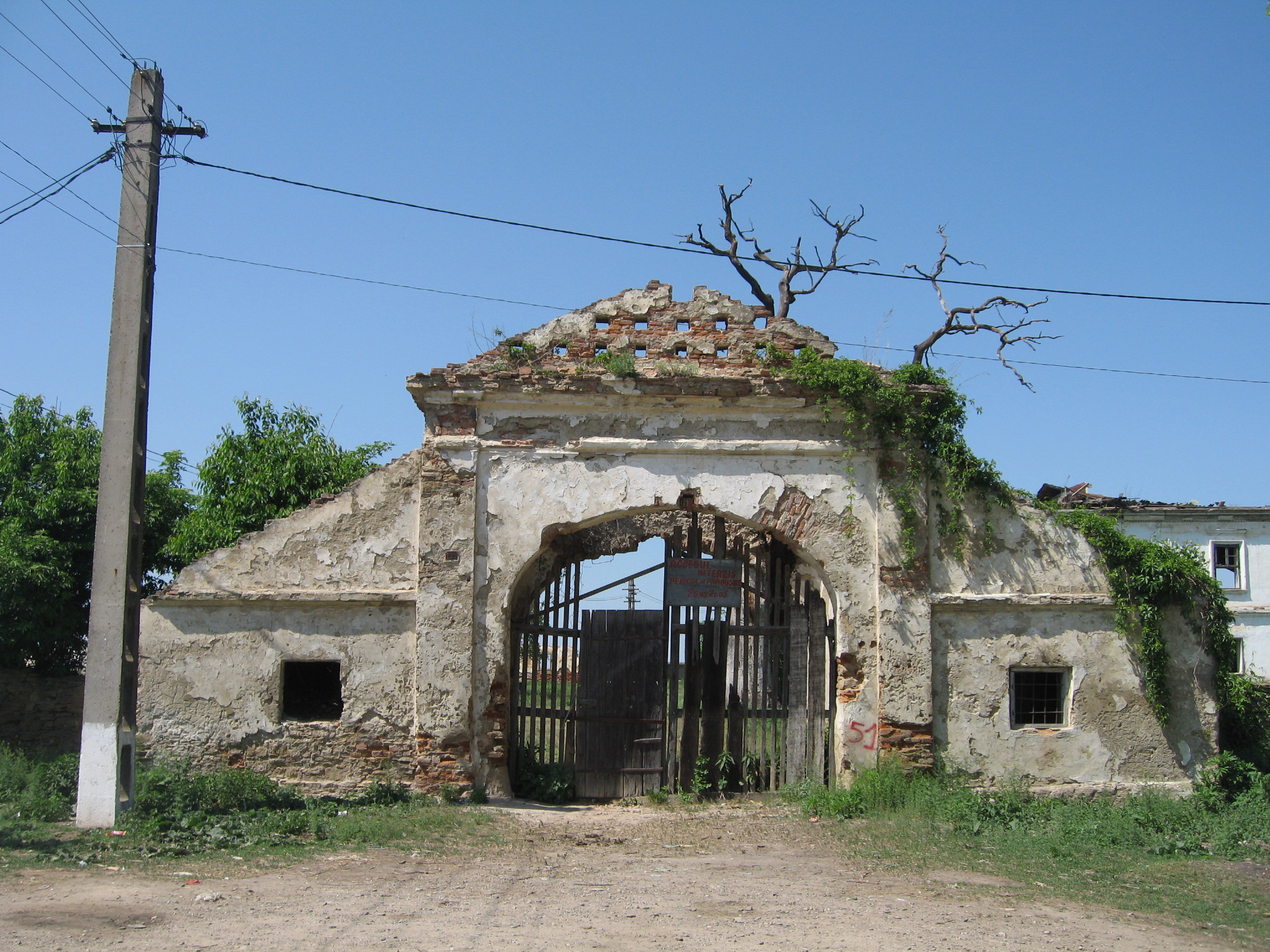
Poarta de intrare în curtea boierească
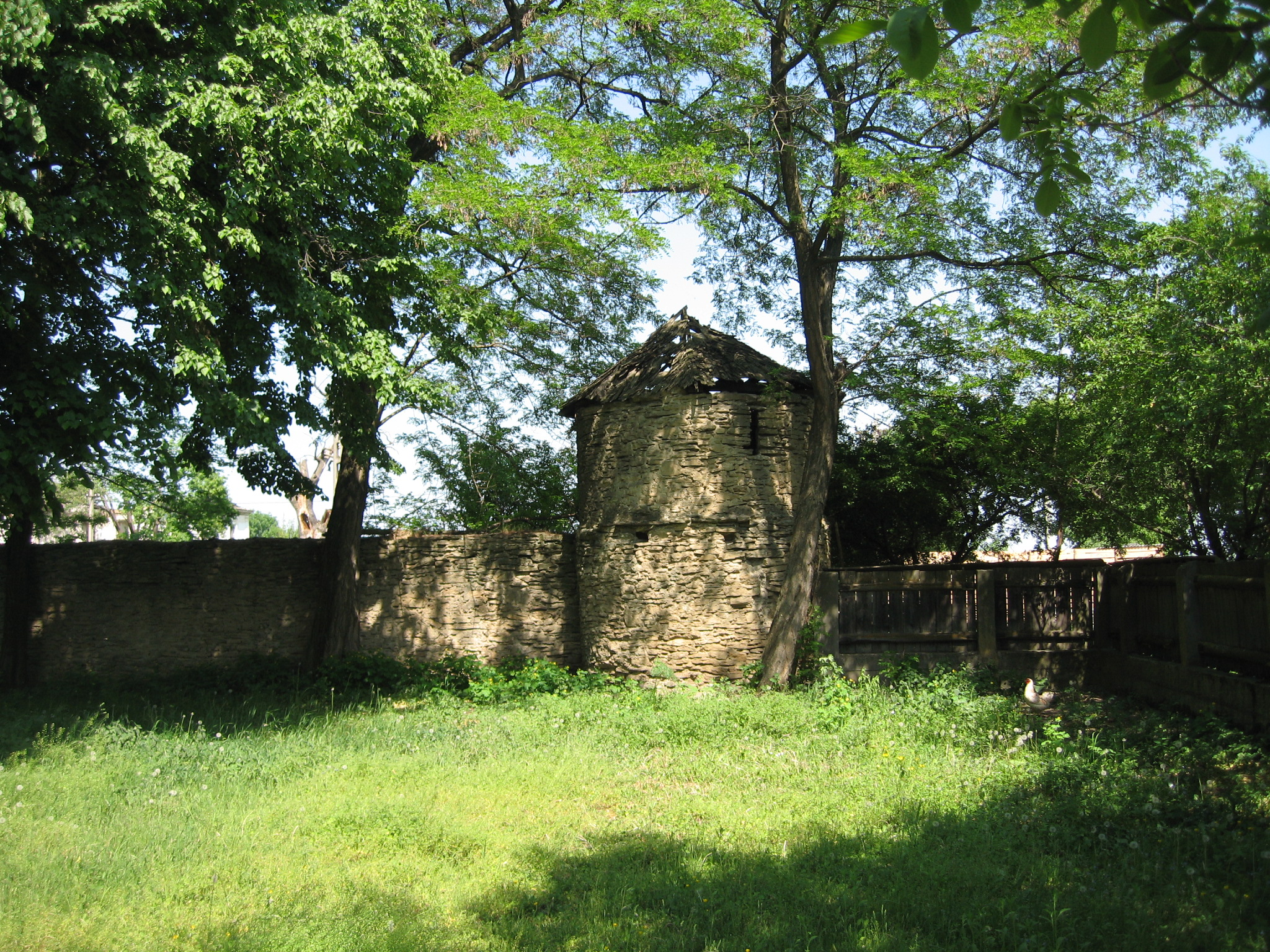
Turn circular de apărare, localizat în gardul bisericii
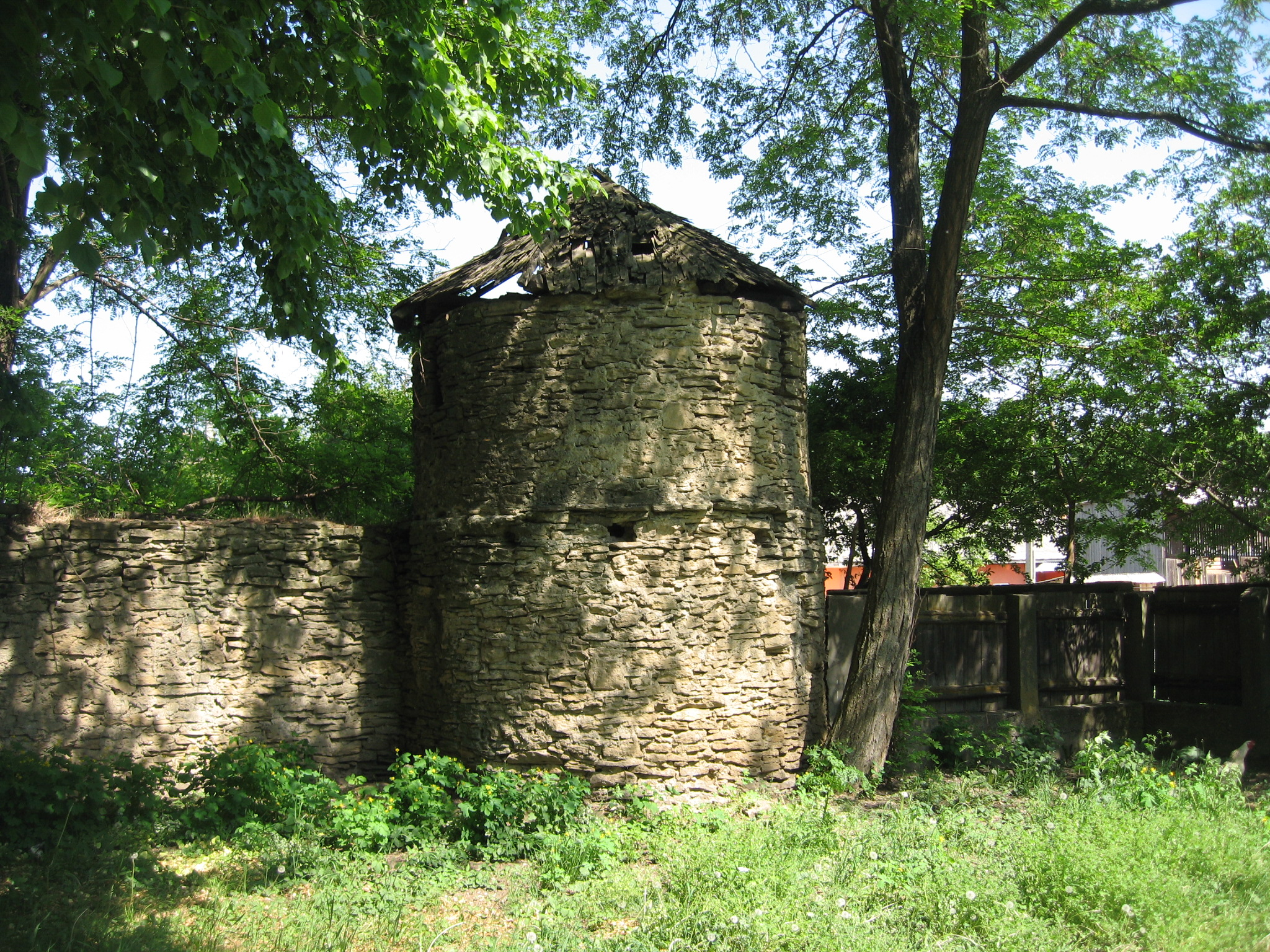
Turn circular de apărare, localizat în gardul bisericii
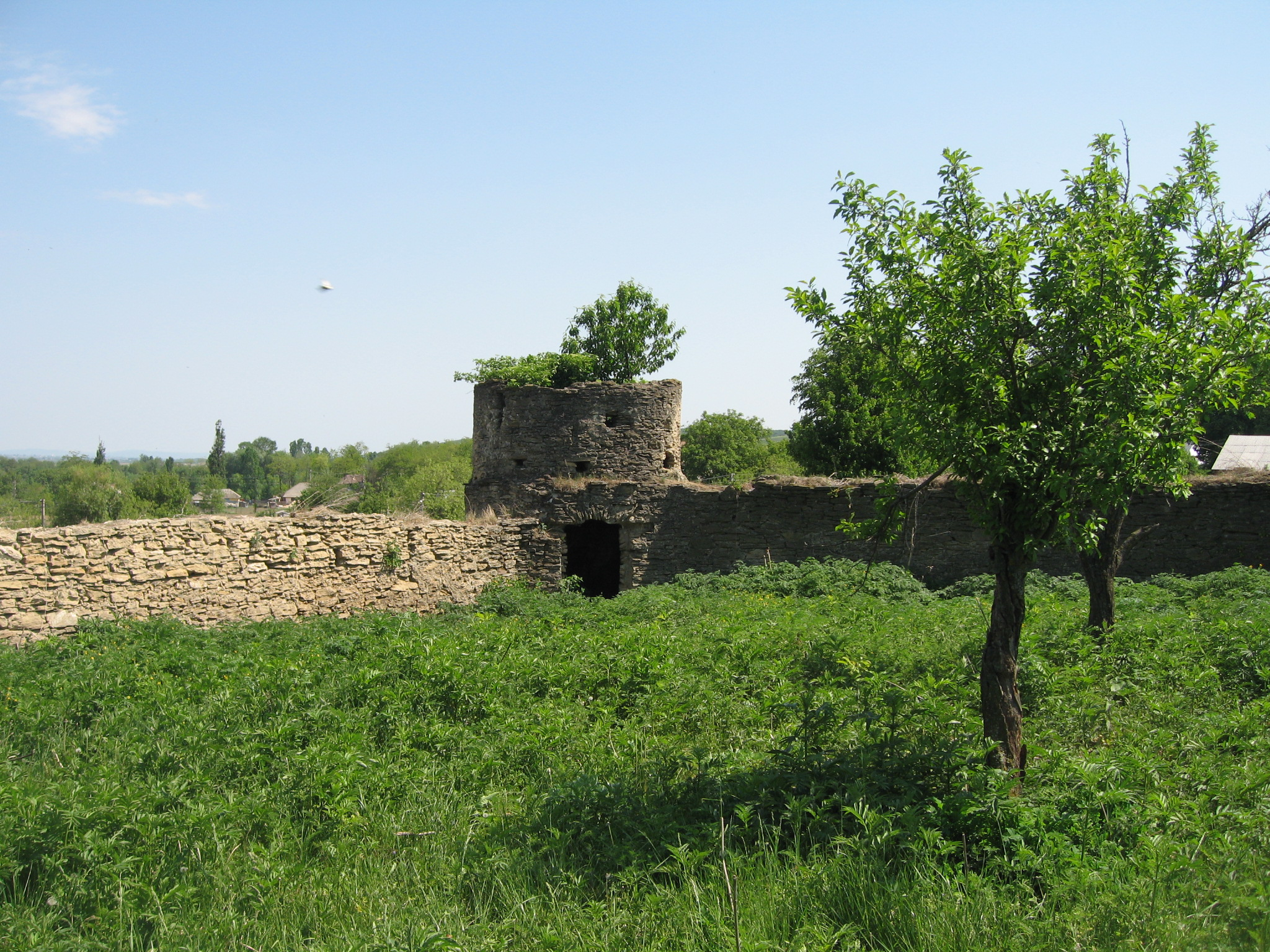
Turn circular de apărare
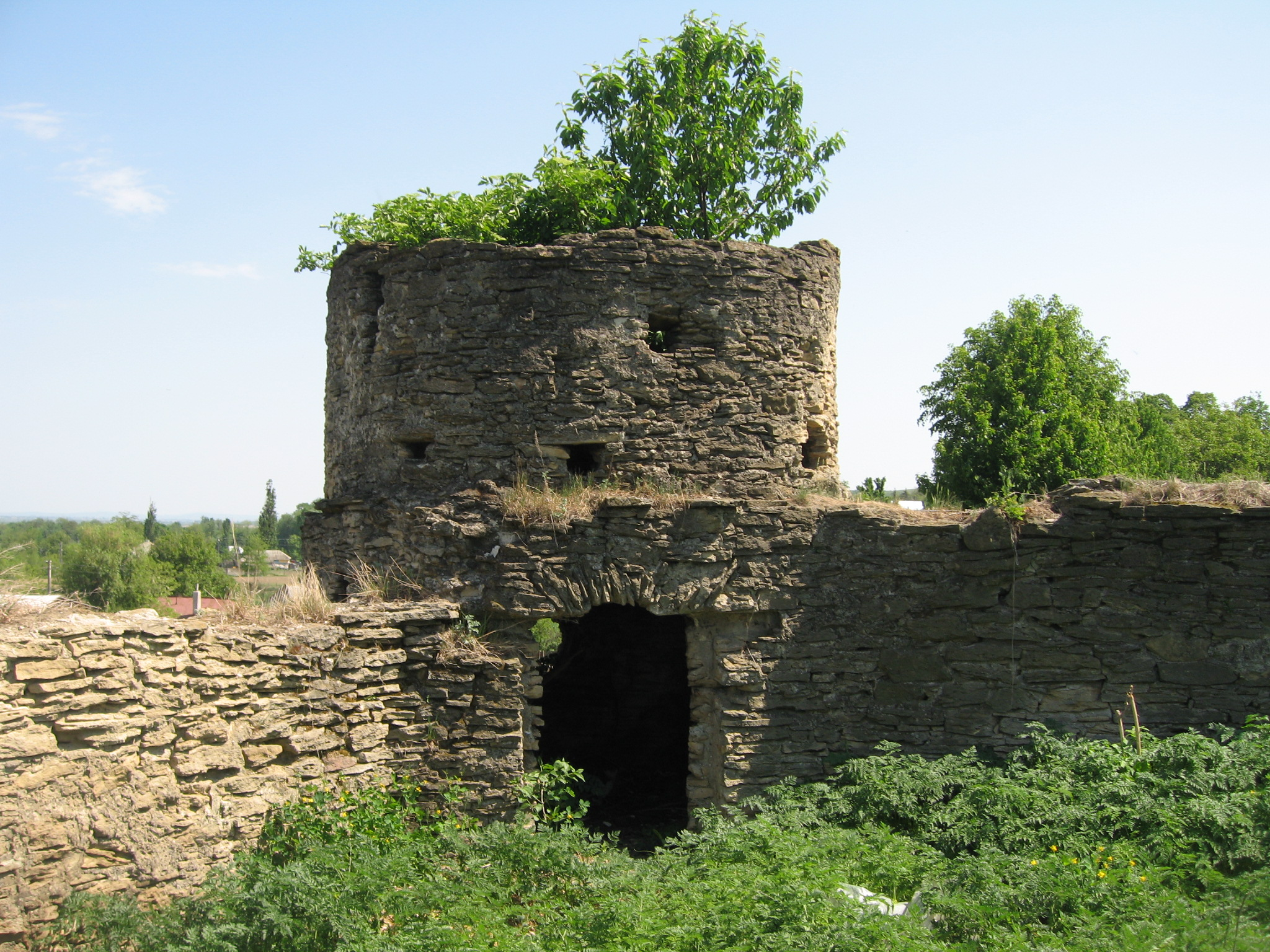
Turn circular de apărare
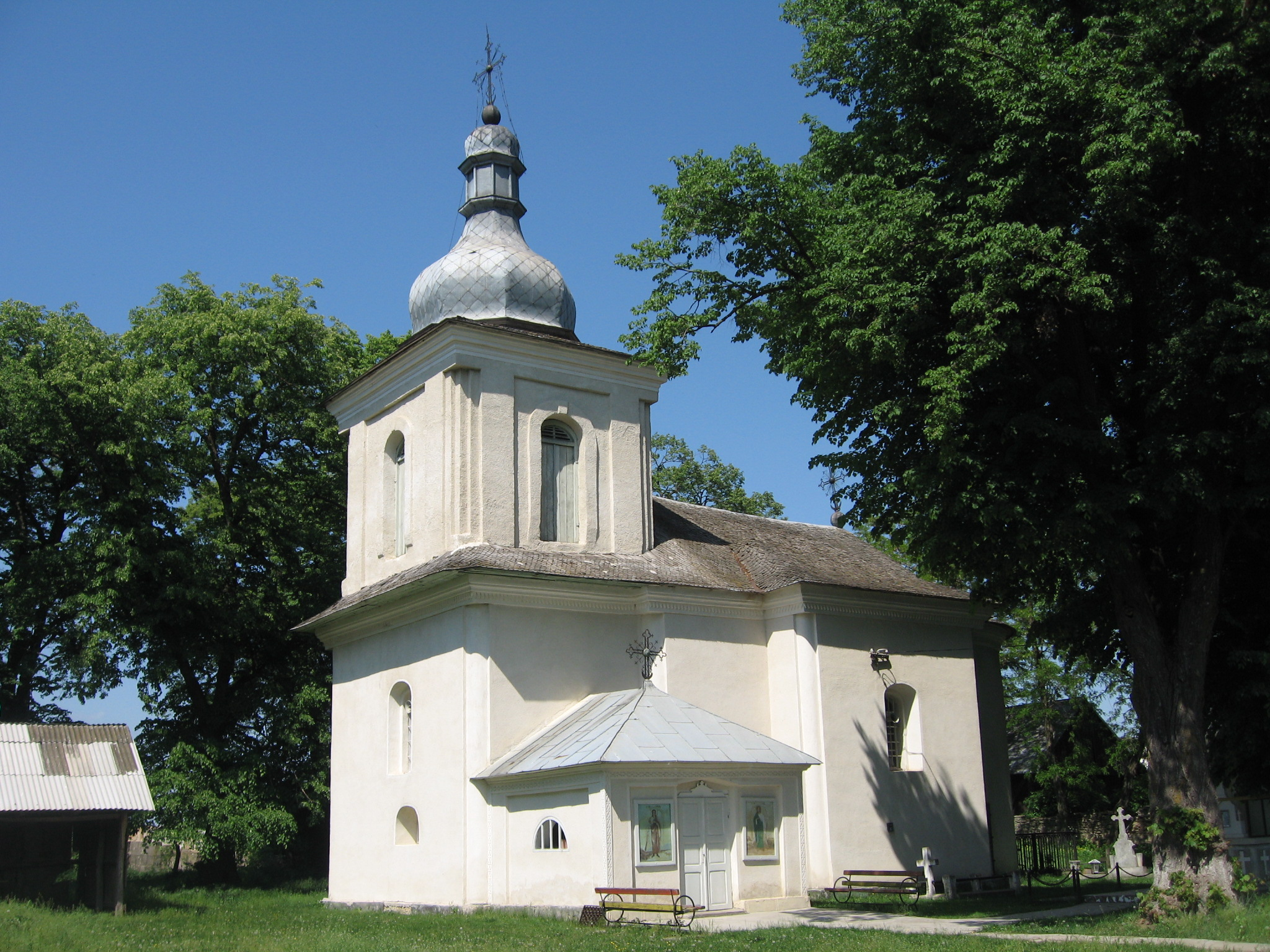
Biserica conacului, monument istoric
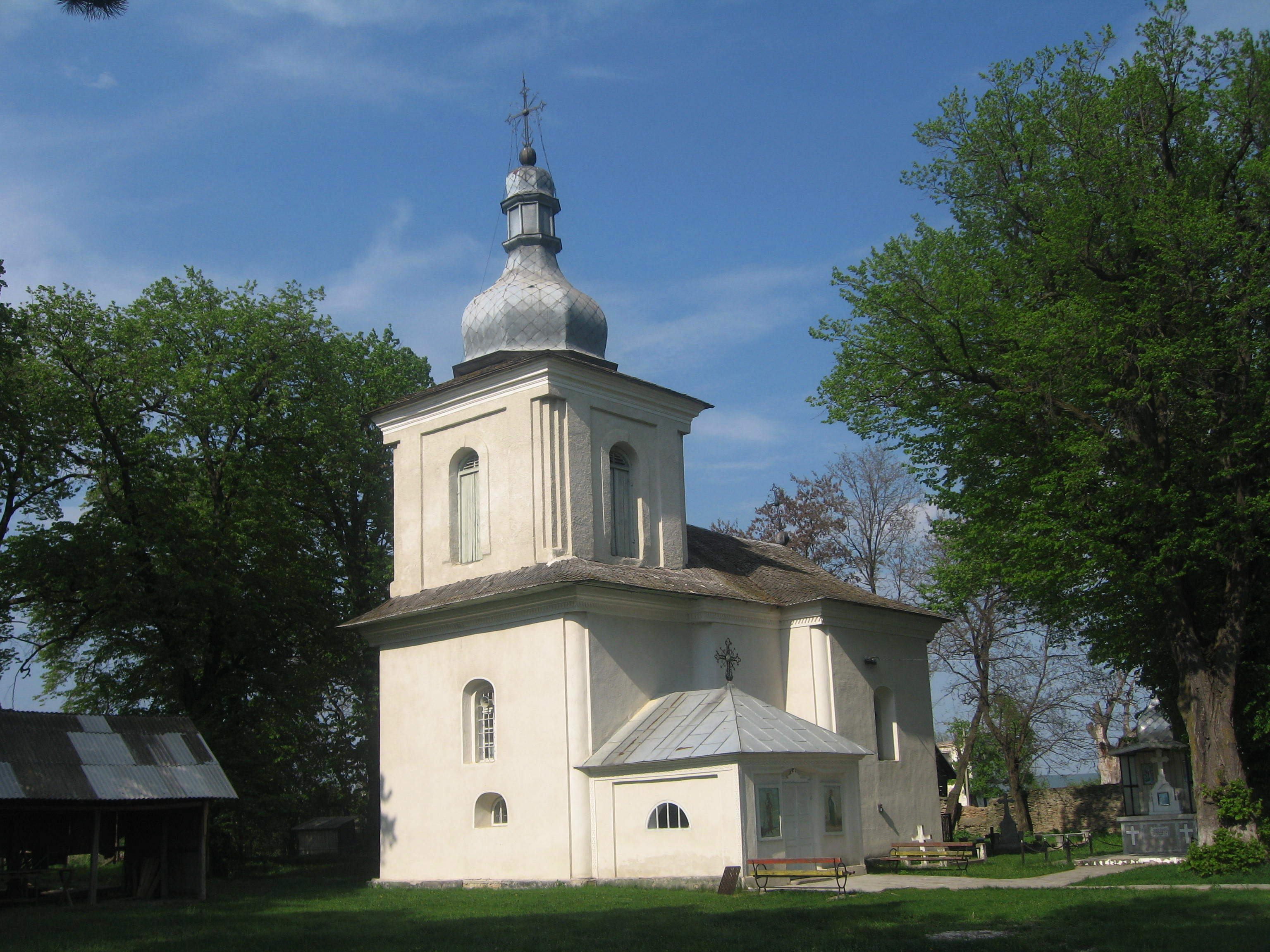
Biserica
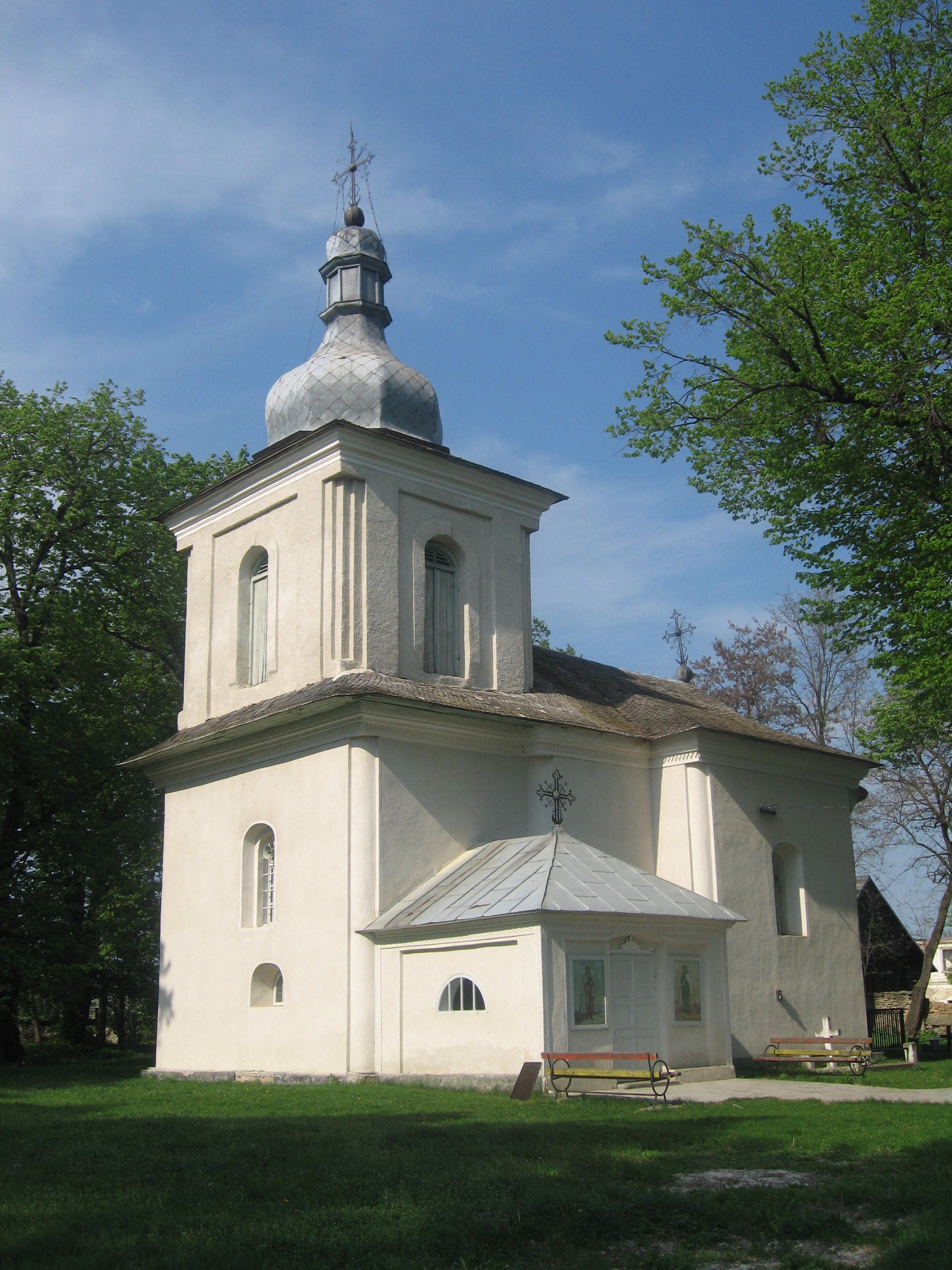
Biserica văzută dinspre sud-vest
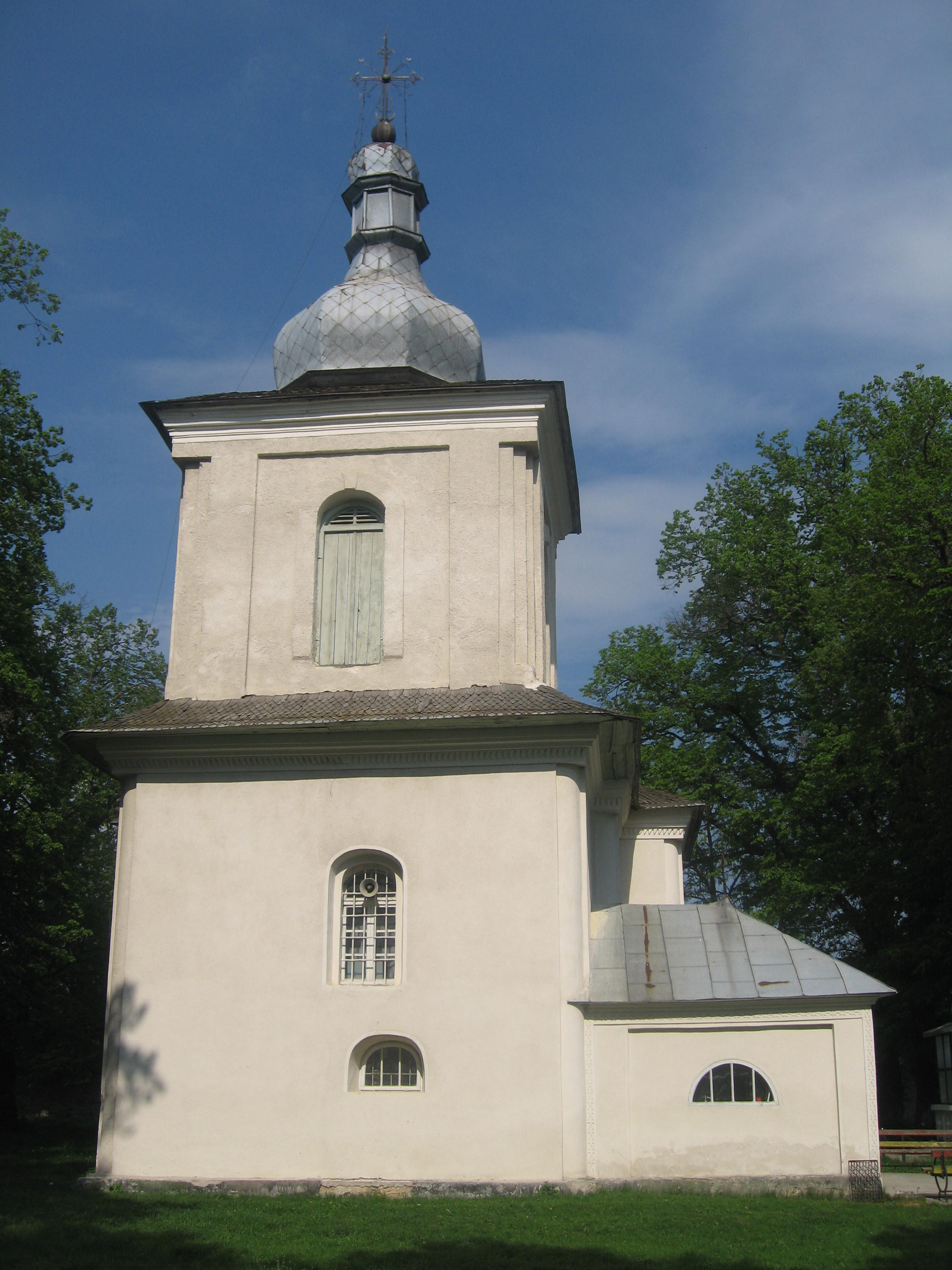
Latura vestică
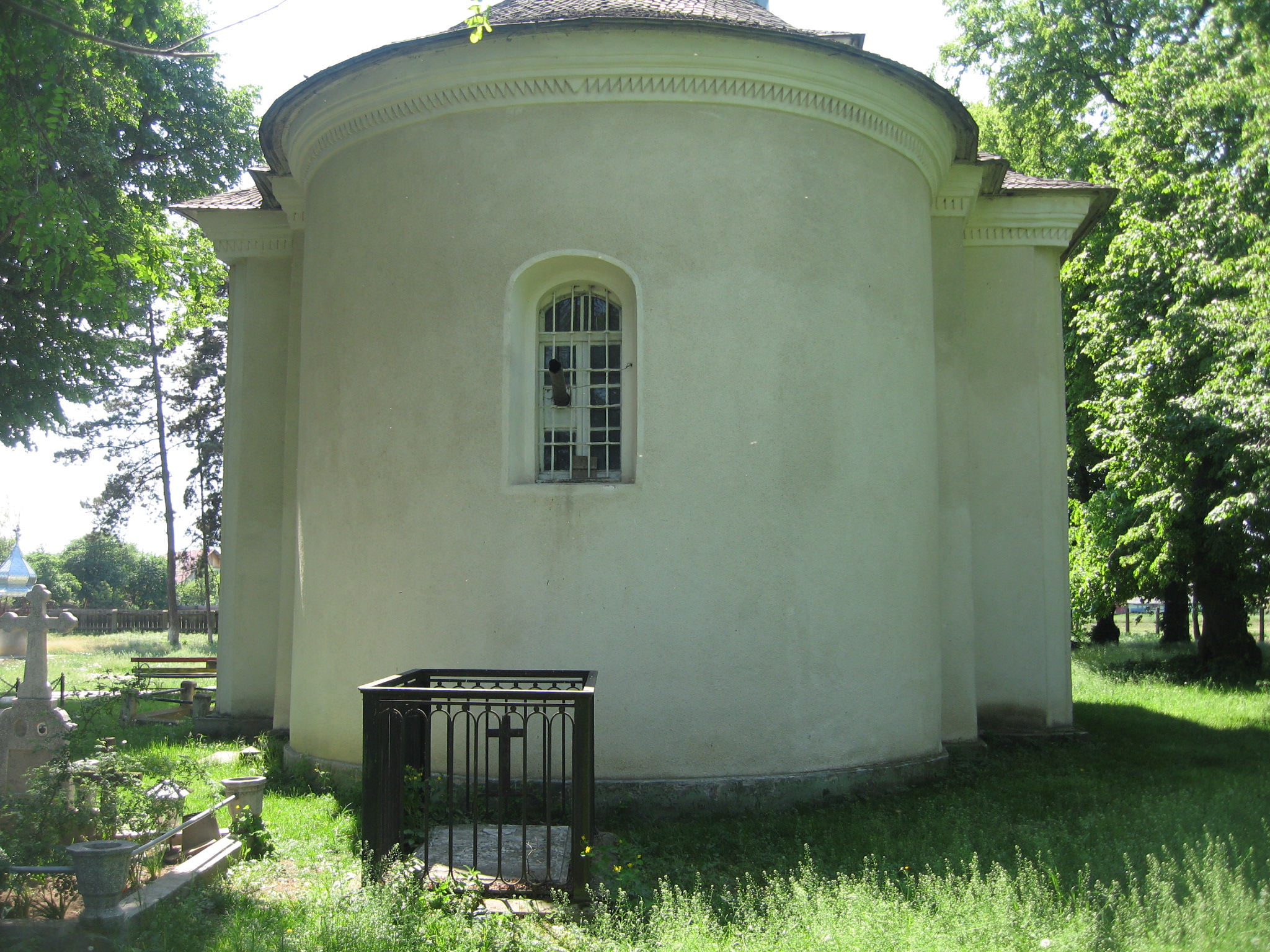
Mormântul lui Ştefan Catargiu lângă altarul bisericii
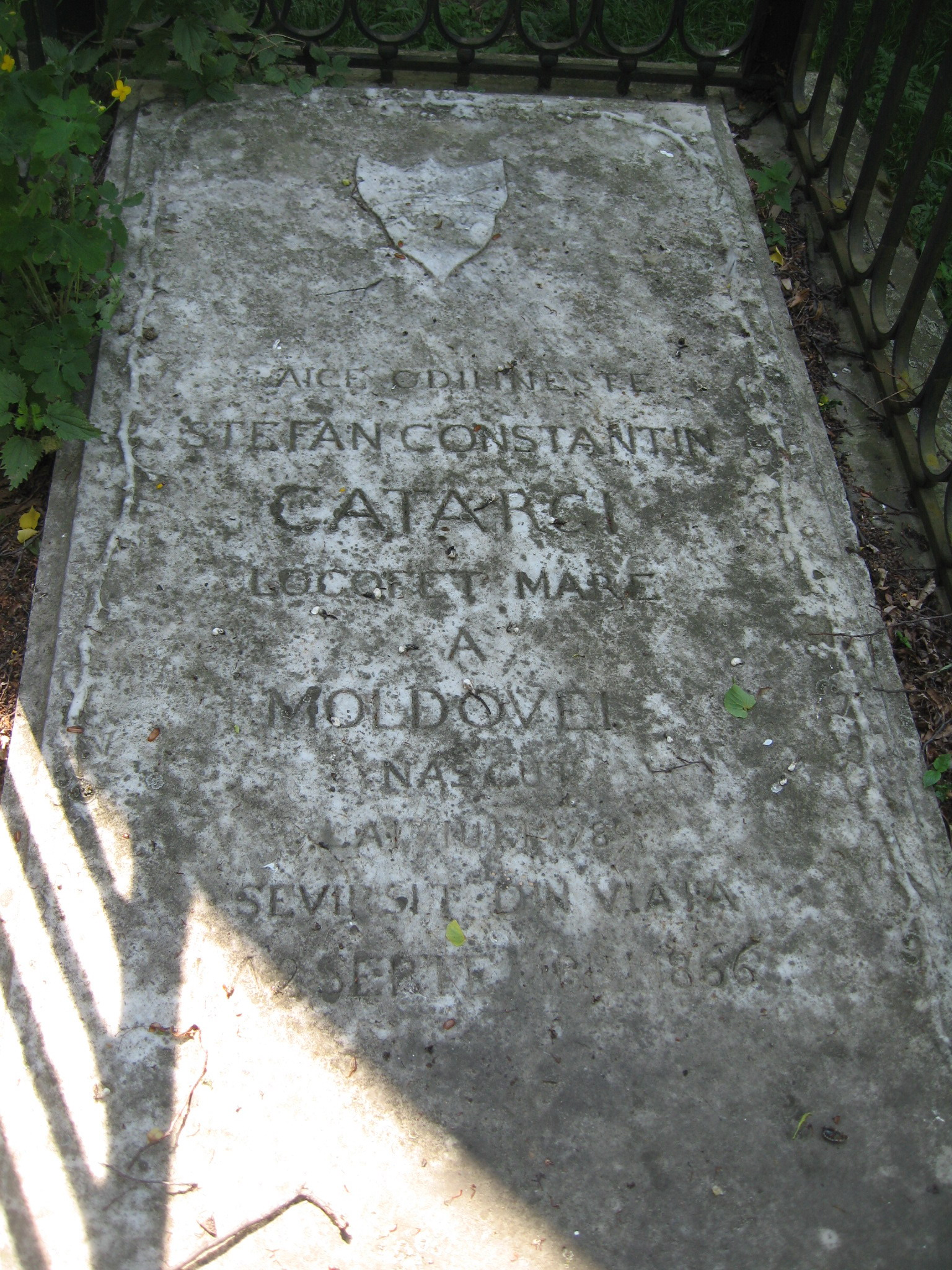
Placa funerară de pe mormântul lui Ştefan Catargiu